# 鼓漲鎧甲蝦
鼓漲鎧甲蝦（学名：Galathea inflata）为鎧甲蝦科鎧甲蝦屬下的一个种。